# Norberto Proietti
Pour les articles homonymes, voir Proietti.
Norberto Proietti, plus connu sous le nom de Norberto, né le 18 septembre 1927 à Spello et mort le 9 août 2009 dans la même ville, est un peintre naïf italien.

## Source
- (it) Cet article est partiellement ou en totalité issu de l’article de Wikipédia en italien intitulé « Norberto Proietti » (voir la liste des auteurs).